# Condalia seleri
Condalia seleri är en brakvedsväxtart som beskrevs av Ludwig Eduard Loesener. Condalia seleri ingår i släktet Condalia och familjen brakvedsväxter. Inga underarter finns listade i Catalogue of Life.